# Doradca restrukturyzacyjny
Doradca restrukturyzacyjny (do 1 stycznia 2016 r.: syndyk licencjonowany) – zawód regulowany stanowiący wolny zawód; osoba go wykonująca posiada stosowną licencję nadawaną przez Ministra Sprawiedliwości, która uprawnia do świadczenia określonych profesjonalnych usług na gruncie prawa upadłościowego, restrukturyzacyjnego oraz egzekucyjnego. 

## Kwalifikacje
Doradca restrukturyzacyjny jest specjalistą zarządzania kryzysowego, menadżerem rewitalizacji podmiotu w kłopotach finansowych. Posiada szeroki zakres wiedzy m.in. z prawa, ekonomii i finansów, a także zarządzania. O stosowną licencję ubiegają się zatem przeważnie prawnicy (adwokaci, radcowie prawni), ekonomiści, księgowi i biegli rewidenci, a także wyższa kadra menadżerska, a zatem wykształcenie prawnicze nie jest konieczną przesłanką uzyskania licencji (wcześniej analogiczna sytuacja miała miejsce w przypadku zawodu komornika). Sposób uzyskania licencji przez nowych kandydatów został uregulowany w ustawie o licencji doradcy restrukturyzacyjnego i może się o nią ubiegać osoba, która:
- ma obywatelstwo państwa członkowskiego Unii Europejskiej, Konfederacji Szwajcarskiej lub państwa członkowskiego Europejskiego Porozumienia o Wolnym Handlu (EFTA) – strony umowy o Europejskim Obszarze Gospodarczym;
- zna język polski w zakresie niezbędnym do wykonywania czynności syndyka, nadzorcy lub zarządcy;
- ma pełną zdolność do czynności prawnych;
- ukończyła wyższe studia i uzyskała tytuł magistra lub równorzędny w państwie członkowskim UE, Konfederacji Szwajcarskiej lub państwie członkowskim Europejskiego Porozumienia o Wolnym Handlu (EFTA) – strony umowy o Europejskim Obszarze Gospodarczym;
- posiada nieposzlakowaną opinię;
- w okresie 15 lat przed złożeniem wniosku o licencję doradcy restrukturyzacyjnego przez co najmniej 3 lata zarządzała majątkiem upadłego, przedsiębiorstwem lub jego wyodrębnioną częścią w Rzeczypospolitej Polskiej lub państwie członkowskim UE, Konfederacji Szwajcarskiej lub państwie członkowskim Europejskiego Porozumienia o Wolnym Handlu (EFTA) – strony umowy o Europejskim Obszarze Gospodarczym;
- nie była karana za przestępstwo lub przestępstwo skarbowe;
- nie jest podejrzana albo oskarżona o przestępstwo ścigane z oskarżenia publicznego lub przestępstwo skarbowe;
- nie jest wpisana do rejestru dłużników niewypłacalnych Krajowego Rejestru Sądowego oraz nie jest ujawniona w Centralnym Rejestrze Restrukturyzacji i Upadłości;
- złożyła z pozytywnym wynikiem egzamin przed Komisją Egzaminacyjną, powołaną przez Ministra Sprawiedliwości[1].

Zakres wiedzy potencjalnego doradcy restrukturyzacyjnego weryfikuje egzamin organizowany przez Ministerstwo Sprawiedliwości, na którym musi się on wykazać odpowiednią znajomością m.in.:
- prawa upadłościowego;
- prawa restrukturyzacyjnego;
- prawa cywilnego i postępowania cywilnego;
- prawa podatkowego;
- prawa gospodarczego (w tym handlowego);

a także wiedzą z zakresu ekonomii, wyceny i zarządzania przedsiębiorstwami, czy rachunkowości. Zgodnie z danymi zawartymi na stronie ministerstwa z dnia 8 maja 2023 r., egzamin na licencję doradcy restrukturyzacyjnego zdało 1901 osób.

## Uprawnienia
Doradca restrukturyzacyjny uprawniony jest do pełnienia rozmaitych funkcji w toku tzw. postępowań insolwencyjnych. W szczególności licencja doradcy restrukturyzacyjnego stanowi bezwzględny warunek sprawowania następujących funkcji:
- syndyka lub tymczasowego nadzorcy sądowego w postępowaniu upadłościowym
- nadzorcy układu lub nadzorcy sądowego w postępowaniu restrukturyzacyjnym
- zarządcy przedsiębiorstwa lub gospodarstwa rolnego w postępowaniu restrukturyzacyjnym, upadłościowym lub cywilnym egzekucyjnym

Wymogu takiego nie ma natomiast w przypadku zarządcy przedsiębiorstwa lub gospodarstwa rolnego lub zakładu wchodzącego w skład przedsiębiorstwa lub jego części albo części gospodarstwa rolnego, który ustanowiony został w cywilnym postępowaniu zabezpieczającym.

Zgodnie z art. 2 ust. 4 ustawy o licencji doradcy restrukturyzacyjnego:
„Osoba fizyczna posiadająca licencję doradcy restrukturyzacyjnego, prowadząca pozarolniczą działalność gospodarczą powołana do pełnienia funkcji w postępowaniu restrukturyzacyjnym, upadłościowym lub egzekucyjnym wykonuje czynności w ramach działalności gospodarczej”.
 Przepis ten doprecyzowany jest przez:
- art. 24 ust. 1 ustawy - Prawo restrukturyzacyjne:„1.  Nadzorcą albo zarządcą może być osoba fizyczna, która posiada pełną zdolność do czynności prawnych i licencję doradcy restrukturyzacyjnego wydawaną na zasadach i w trybie określonych w ustawie z dnia 15 czerwca 2007 r. o licencji doradcy restrukturyzacyjnego (DzU. z 2022 r. poz. 1007), zwanej dalej "ustawą o licencji doradcy restrukturyzacyjnego", oraz ma konto doradcy restrukturyzacyjnego w systemie teleinformatycznym obsługującym postępowanie sądowe, albo spółka handlowa, której wspólnicy ponoszący odpowiedzialność za zobowiązania spółki bez ograniczenia całym swoim majątkiem albo członkowie zarządu reprezentujący spółkę posiadają taką licencję oraz która ma konto doradcy restrukturyzacyjnego w systemie teleinformatycznym obsługującym postępowanie sądowe.”
- art. 157 ust. 1 i 2 ustawy z dnia 28 lutego 2003 r. - Prawo upadłościowe:„1. Funkcję syndyka może pełnić osoba fizyczna, która posiada pełną zdolność do czynności prawnych i licencję doradcy restrukturyzacyjnego oraz ma konto doradcy restrukturyzacyjnego w systemie teleinformatycznym obsługującym postępowanie sądowe.
2. Funkcję syndyka może również pełnić spółka handlowa, której wspólnicy ponoszący odpowiedzialność za zobowiązania spółki bez ograniczenia całym swoim majątkiem albo członkowie zarządu reprezentujący spółkę posiadają licencję, o której mowa w ust. 1, oraz która ma konto doradcy restrukturyzacyjnego w systemie teleinformatycznym obsługującym postępowanie sądowe.”
- art. 106410 § 1-3 ustawy z dnia 17 listopada 1964 r. - Kodeks postępowania cywilnego:„§ 1. Sąd powołuje na zarządcę osobę fizyczną lub prawną wskazaną przez strony spośród osób posiadających licencję doradcy restrukturyzacyjnego.
§ 2. W wypadku braku porozumienia stron zarządcę wyznacza sąd spośród osób wskazanych w § 1.
§ 3. Przepisy § 1 i § 2 stosuje się odpowiednio do odwołania lub zmiany zarządcy.”
- Art. 106415 § 1 ustawy z dnia 17 listopada 1964 r. - Kodeks postępowania cywilnego:„§ 1. Wydając postanowienie o wszczęciu egzekucji, sąd ustanawia zarząd przymusowy nad przedsiębiorstwem lub gospodarstwem rolnym podlegającym sprzedaży. Do zarządu tego stosuje się odpowiednio przepisy art. 1064idx1-106411.”

Ponadto wykonuje wszelkie czynności doradztwa restrukturyzacyjnego obejmujące choćby udzielanie porad i opinii prawnych, a także innych usług z zakresu restrukturyzacji, upadłości. Stosownie do przepisów kodeksu postępowania cywilnego, doradca restrukturyzacyjny może występować w roli pełnomocnika procesowego reprezentując dłużnika lub wierzyciela w postępowaniach upadłościowych i restrukturyzacyjnych.

## Lista doradców restrukturyzacyjnych
Lista osób posiadających licencję doradcy restrukturyzacyjnego dostępna jest na stronie Ministerstwa Sprawiedliwości pod niniejszym adresem.
Doradcy restrukturyzacyjni mogą zrzeszać się na zasadzie dobrowolności w samorządzie gospodarczym: Krajowej Izbie Doradców Restrukturyzacyjnych.

## Historia
Po wejściu w życie ustawy z dnia 15 czerwca 2007 r. o licencji syndyka (Dz.U. z 2014 r. poz. 776) zawód syndyka licencjonowanego stał się zawodem regulowanym i został zaliczony do katalogu wolnych zawodów, wykonywanych w ramach prowadzonej działalności gospodarczej. Syndycy licencjonowani wyłączne uprawnienia do pełnienia funkcji syndyka uzyskali z dniem 01.10.2010 r.; od tego dnia nie mogli być powoływani do prowadzenia jakichkolwiek postępowań kandydaci nielicencjonowani z list prezesów sądów okręgowych. Syndykiem licencjonowanym mogła zostać osoba, która po zdaniu egzaminów przed Komisją Egzaminacyjną powołaną przez ministra sprawiedliwości oraz po spełnieniu pozostałych wymogów ustawowych (między innymi w zakresie nieskazitelności charakteru, predyspozycji psychologicznych, doświadczenia w zarządzaniu organizacjami gospodarczymi) uzyskała licencję syndyka. Na podstawie uzyskanej licencji – osoby te były uprawnione do zawodowego (w ramach działalności gospodarczej – kancelarii syndyka) prowadzenia spraw i postępowań związanych z działaniami naprawczymi i restrukturyzacyjnymi w stosunku do przedsiębiorstw oraz oddłużeniowymi w stosunku do osób fizycznych. Funkcje syndyka licencjonowanego jako zawodu dotyczyła szerszego pola działań (jak tymczasowy nadzorca sądowy, nadzorca sądowy, zarządca czy zarządca przymusowy w postępowaniach układowych i naprawczych, ale i jako doradca restrukturyzacyjny czy pełnomocnik procesowy uczestników postępowań upadłościowych) a nie wyłącznie jednej znanej dotąd funkcji syndyka-likwidatora w postępowaniu upadłościowym z opcją likwidacyjną. Zawód „Syndyk licencjonowany” od 1 października 2010 rozszerzył katalog wolnych zawodów. 
Następnie w wyniku wejścia w życie ustawy Prawo restrukturyzacyjne w dniu 1 stycznia 2016 roku została zmieniona nazwa ustawy z dnia 15 czerwca 2007 r. na ustawę o licencji doradcy restrukturyzacyjnego (Dz.U. z 2022 r. poz. 1007), a jej znowelizowane przepisy utrzymały licencje dotychczasowych syndyków licencjonowanych, zwanych odtąd doradcami restrukturyzacyjnymi, a ponadto nadały im dodatkowe uprawnienia.